# Tincalconiet
Het mineraal tincalconiet is een gehydrateerd natrium-boraat met de chemische formule Na6B12O15(OH)12 · 8 H2O.

## Eigenschappen
Het opaak witte tincalconiet heeft een doffe glans, een witte streepkleur en het mineraal kent geen splijting. Het kristalstelsel is trigonaal. Tincalconiet heeft een gemiddelde dichtheid van 1,88, de hardheid is 2 en het mineraal is niet radioactief.

## Naam
De naam van het mineraal tincalconiet is afgeleid van tincal (een andere naam voor borax) en konos, Grieks voor "poeder".

## Voorkomen
Tincalconiet is een mineraal dat wordt gevormd bij de dehydratatie van borax of andere boraten. De typelocatie is het Searles-meer, San Bernardino County, Californië, Verenigde Staten.